# Brucerolis bromleyana
Brucerolis bromleyana is een pissebed uit de familie Serolidae. De wetenschappelijke naam van de soort is voor het eerst geldig gepubliceerd in 1874 door Suhm.